# Kuge

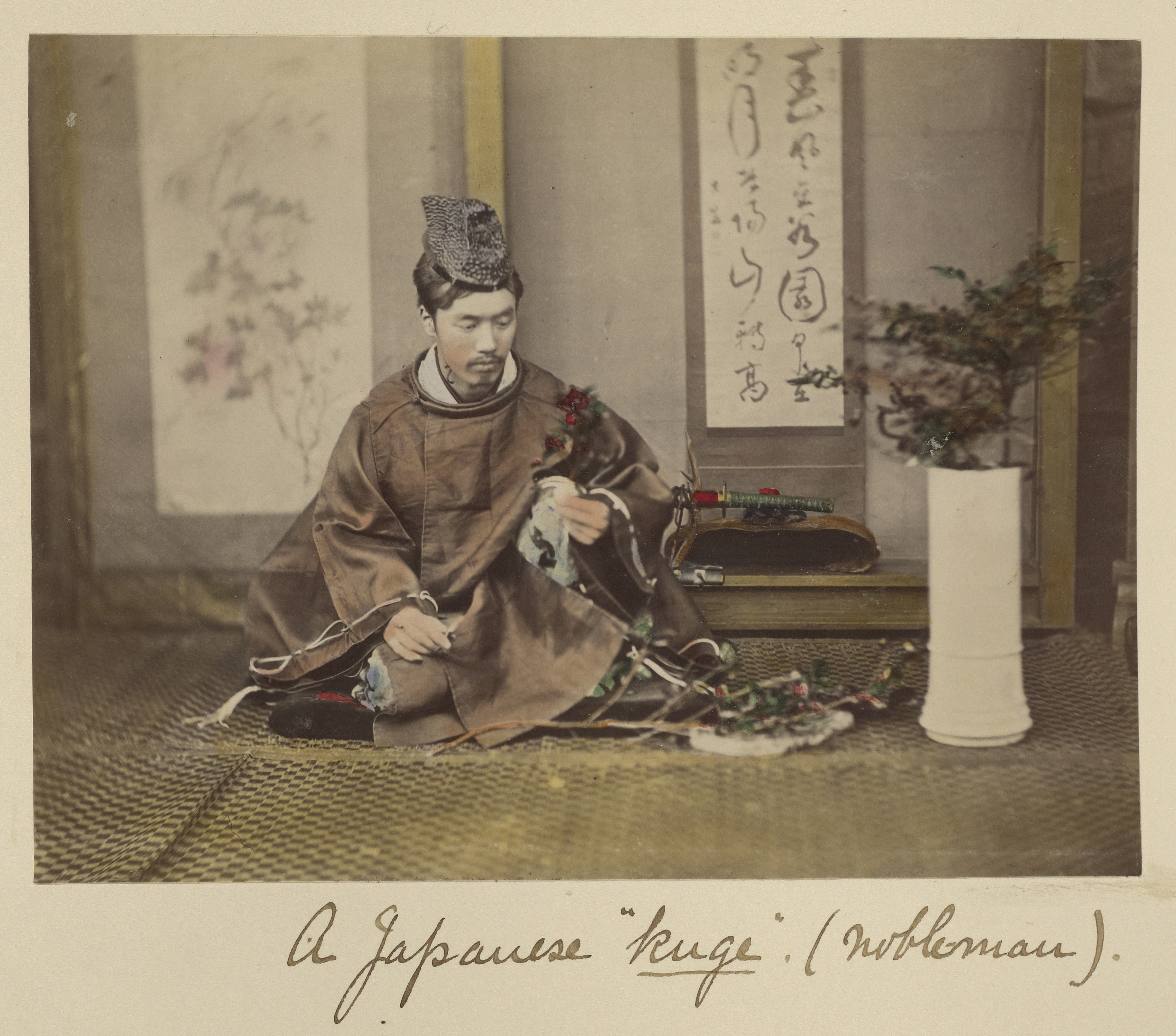
Kuge v roce 1873

Kuge (公家) byla japonská aristokratická třída, která dominovala císařskému dvoru v Kjótu. Kuge byli důležití od založení Kjóta v období Heian na konci 8. století až do nástupu šógunátu Kamakura ve 12. století, kdy je zastínili buši. Kuge stále tvořili slabý dvůr kolem Císaře až do reforem Meidži, kdy se spojili s daimjóy, přičemž získali zpět část svého postavení. Společně s daimjóy vytvořili kazoku (華族, „Velkolepá/vznešená linie“), která trvala až do roku 1947. Ačkoli již nemají oficiální status, členové rodin kuge zůstávají vlivní v japonské společnosti, vládě a průmyslu.

## Historie
Kuge (původem ze střední čínštiny kuwng-kæ (公家), „vévodská rodina“ případně „šlechta“ v kontextu před kazoku) původně popisoval Císaře a jeho dvůr. Význam slova se postupem času měnil a označoval byrokraty u dvora. Během období Heian, kdy panoval relativní mír a stabilita, čímž byla poskytnuta šlechtické třídě svoboda a mohla se věnovat se kulturním zájmům, kuge se stali vůdci a dobrodinci umění a kultury v Japonsku. Většina kuge sídlila v hlavním městě Kjótu.
Později, v období Kamakura (1185–1333), se kuge stali antonymumem pro buke (武家, „váleční šlechtici“), tedy samuraj (侍), který přísahal loajalitu šógunátu. V tomto bodě se kuge začalo používat k označení těch, kteří pracovali u dvora; jak pro aristokratické šlechtice, tak pro prosté občany.
Kuge tvořily dvě třídy. První byla dóžó (堂上), neboli šlechtici, kteří seděli na podlaze s Císařem. Druhá třída byla džige (地下), neboli ti, kteří nemohli sedět s Císařem. Ačkoli kuge zahrnovalo tyto dvě třídy, tak popisovalo hlavně třídu dóžó, neboli šlechtice.
Nejvyšší úřady u císařského dvora se nazývaly kugjó (公卿) a způsobilost byla omezena na členy třídy dóžó. Během období Edo bylo 130 rodin, které patřily do třídy dóžó kuge. Nejprominentnější členové kuge se stali regenty Císaře (sesšó nebo kampaku). Tyto daidžó-kan kanceláře byly omezeny na členy klanu Fudžirawa.
Ačkoli kuge ztratili většinu své politické moci, udržovali dvorskou kulturu a zachovali si kulturní vliv. Zejména po období Sengoku ztratili většinu svých finančních zdrojů a nebyli již schopni působit jako mecenáši kultury, ale předávali své znalosti jako mistři v určitých oborech, jako je psaní poezie tanka (和歌) a hra na nástroje, jako je biwa (琵琶), měli žáky mezi daimjóy a někdy i mezi bohatými prostými lidmi. Jako mistři určitého oboru udělovali kuge svým žákům mnoho licencí, které potvrzovaly, že se žáci naučili určitý obor a umožňovaly jim vystupovat na veřejnosti nebo někdy učit ostatní. Učedníci měli svému mistrovi platit poplatek za každou vydanou licenci. Během období Edo byly tyto poplatky pro kuge významným příjmem.
V roce 1869, během reforem Meidži, se kuge spojili s daimjóy a vytvořili jedinou šlechtickou skupinu - kazoku.
Ke kuge patřili také buddhističtí kněží, kjótští kulturní mecenáši, gejši a herci.

## Klasifikace
Kuge bylo rozděleno do dvou tříd, vyšší byla dóžó a nižší džige. Ve 12. století byly mezi dóžó zavedeny konvenční rozdíly, které je rozdělovaly do skupin podle jejich úřadu u dvora. Ty určovaly nejvyšší úřad, do kterého mohli být jmenováni. Byly vytvořeny následující skupiny:
1. Sikke (摂家): mohl být jmenován jako sesšó (摂政) nebo kampaku (関白), jednalo se o nejvyšší třídu, pouze členové z pěti rodin mohli dosáhnout této třídy, všechny rodiny byly z rodu Fudžiwara.
2. Seigake (清華家): mohl být jmenován jako daidžin (大臣 ,ministr) včetně daidžó-daidžin (太政大臣, kancléř), nejvyšší z ministrů u cisařského dvora. Všichni členové této skupiny byli z klanu Fudžirawa a klanu Minamoto, což byli přibuzní císařů.
3. Daidžinke (大臣家): mohl být jmenován jako naidaidžin (内大臣), pokud se úřad uvolnil. V realitě, nejvyšší úřad, kterého mohli normálně dosáhnout, byl dainagon (大納言).
4. Urinke (羽林家): vojenská třídá, členové mohli být jmenování jako dainagoni a zřídka jako naidaidžini
5. Meika (名家): civilní třída, mohli být rovněž být jmenováni jako dainagoni
6. Hanke (半家): byla nejnižší třída mezi dóžó, vytvořena v pozdějším období Sengoku. Členové mohli být jmenováni pouze jako sangi (参議) nebo čúnagoni (中納言).

Třída džige byla spojena s dóžó, ale nebyla jeho součástí:
- Džigeke (地下家): tato třída není součástí všech výše uvedených tříd. Postavení členů bylo nižší než u hanke, nesměli vstupovat na některá důležitá místa v císařském paláci. Měli na starosti různé záležitosti v paláci, například vaření a hygienické služby. Stejně jako ostatní třídy kuge jsou jejich pozice a hodnosti na císařském dvoře dědičné.

Většina nejvyšších tříd kuge patřila rodům Fudžirawa a Minamoto, ale stále existovaly další rody jako např.: Sugawara, Kijohara, Óe.